# Col du Mollard
Der Col du Mollard ist ein 1638 m hoher Gebirgspass in der Französischen Alpen. Er liegt auf dem Gebiet der Gemeinde Albiez-Montrond, die im Massif des Arves liegt und verbindet auf den Route départementales D80 oder D110 das Tal von Maurienne mit dem Hochtal des Flusses Arvan. Der Col du Mollard gehört zum Département Savoie und bildet über das Col de la Croix de Fer den Übergang in das Département Isère.

## Toponymie
Der Name „Mollard“, kommt in der historischen, heute französische, Region Savoyen häufig vor. Er wurde früher auch „molar“ oder „molard“ geschrieben. Das Wort leitet sich von dem lateinischen Wort „molarum“ ab, das einen Weiler bezeichnet, der „auf einem Mamelo“ liegt, d. h. auf einem abgerundeten Gipfel eines Hügels oder Berges oder auf einem kleinen Plateau.

## Geologie
Der Col du Mollard liegt auf dem leicht in Süd-Nord-Richtung abfallenden Plateau d'Albiez. Der Pass ging in erster Linie aus einem Einschnitt in eine horizontal liegende, nicht gefaltete Mergelschicht hervor. Dieser Einschnitt wurde durch den nach Norden fließenden Gletscher der Aiguilles d'Arves vergrößert und anschließend durch glaziales Sediment aufgefüllt.

## Hydrographie
Der Col du Mollard ist eine Ost-West ausgerichtete Wasserscheide. Nördlich sammeln sich die kleinen Gewässer in dem etwa zwischen Albiez-le-Vieux und Albiez-le-Jeune fließenden Torrent du Merderel. Im Süden sammelt sich das Wasser im Flüsschen Rieu Gilbert. Diese beiden Bäche sind Nebenflüsse des Arvan (der in den Arc fließt).

## Streckenführung
Die Nordrampen zum Col du Mollard sind Parallelstraßen zum unteren Teil der Südrampe des Col de la Croix de Fer, die über die D926 führt.
Der Aufstieg über die D80 beginnt im Ort Villargondran am Ortsausgang von Saint-Jean-de-Maurienne, wo die D80 von der D81 abzweigt. Zunächst führt die D80 über 12,5 km mit einem Höhenunterschied von 780 m schattig und gleichmäßig und praktisch ohne Verkehr über fast 50 Serpentinen hinauf nach Albiez-le-Jeune. Die durchschnittliche Steigung liegt bei 6,5 %. Dann führt die D80 über einem Höhenunterschied von 300 m mit unregelmäßigen Steigungen noch 6,5 Kilometer weiter nach Albiez-Montrond. Der Col de Mollard liegt am Ortsausgang kurz vor dem Weiler „Le Mollard“. Insgesamt hat der Col du Mollard von Villargondran aus eine Länge von 19 km mit 1.050 Höhenmetern, was einem Durchschnitt von 5,5 % entspricht.
Der Aufstieg über die D110 beginnt im Zentrum von Saint-Jean-de-Maurienne und führt über 6 km und 222 Höhenmenter nach Gévoudaz. Die Straße verläuft immer parallel zur Passstraße zum Col de la Croix de Fer, ist aber weniger steil als diese. Dann geht es steiler werdend in 3 km und 283 m Höhenunterschied zum ersten Sattel, dem le Collet d'em Bas (maximale Steigung 11 %), und von dort in 4,6 km und 298 Höhenmeter zum zweiten Sattel, dem La Cochette. In Albiez-le-Vieux, nach 2,4 km und weiteren 142 Höhenmetern, mündet die D110 in die D80, die nach 1,7 km den Col du Mollard erreicht. Insgesamt hat der Col du Mollard von Saint-Jean-de-Maurienne aus eine Länge von 17,7 km mit 1.090 Höhenmetern, was einem Durchschnitt von 6,2 % entspricht.
Von Süden beträgt die Höhendifferenz aus dem Hochtal des Flusses Arvan zum Col du Mollard nur 413 m. Dies liegt daran, dass das Hochtal schon auf 1227 m liegt. Die Passstraße beginnt an der „Brücke von Bellville“, die bei km 15,4 an der Straße zum Col de la Croix de Fer (D926) liegt. Die Brücke führt die D80 über den Arvan. In einer Länge von 5,5 km führt die Südrampe zum Col de Monllard hinauf, wobei sie eine Höhendifferenz von 413 m überwindet. Die Steilheit der Straße nimmt dabei konstant zu und erreicht auf dem letzten Kilometer 11 %.

## Tour de France
Das Col du Mollard wurde bei der Tour de France dreimal vom Col de la Croix de Fer her kommend von Süden überquert; 2006, 2012 und 2015.
| Jahr | Etappe | Kategorie | Start                   | Ziel                        | Führender am Col de Mollard |
| ---- | ------ | --------- | ----------------------- | --------------------------- | --------------------------- |
| 2015 | 19     | 2         | Saint-Jean-de-Maurienne | La Toussuire – Les Sybelles | Pierre Rolland              |
| 2012 | 11     | 2         | Albertville             | La Toussuire – Les Sybelles | Pierre Rolland              |
| 2006 | 16     | 2         | Le Bourg-d'Oisans       | La Toussuire                | Michael Rasmussen           |